# Gotico

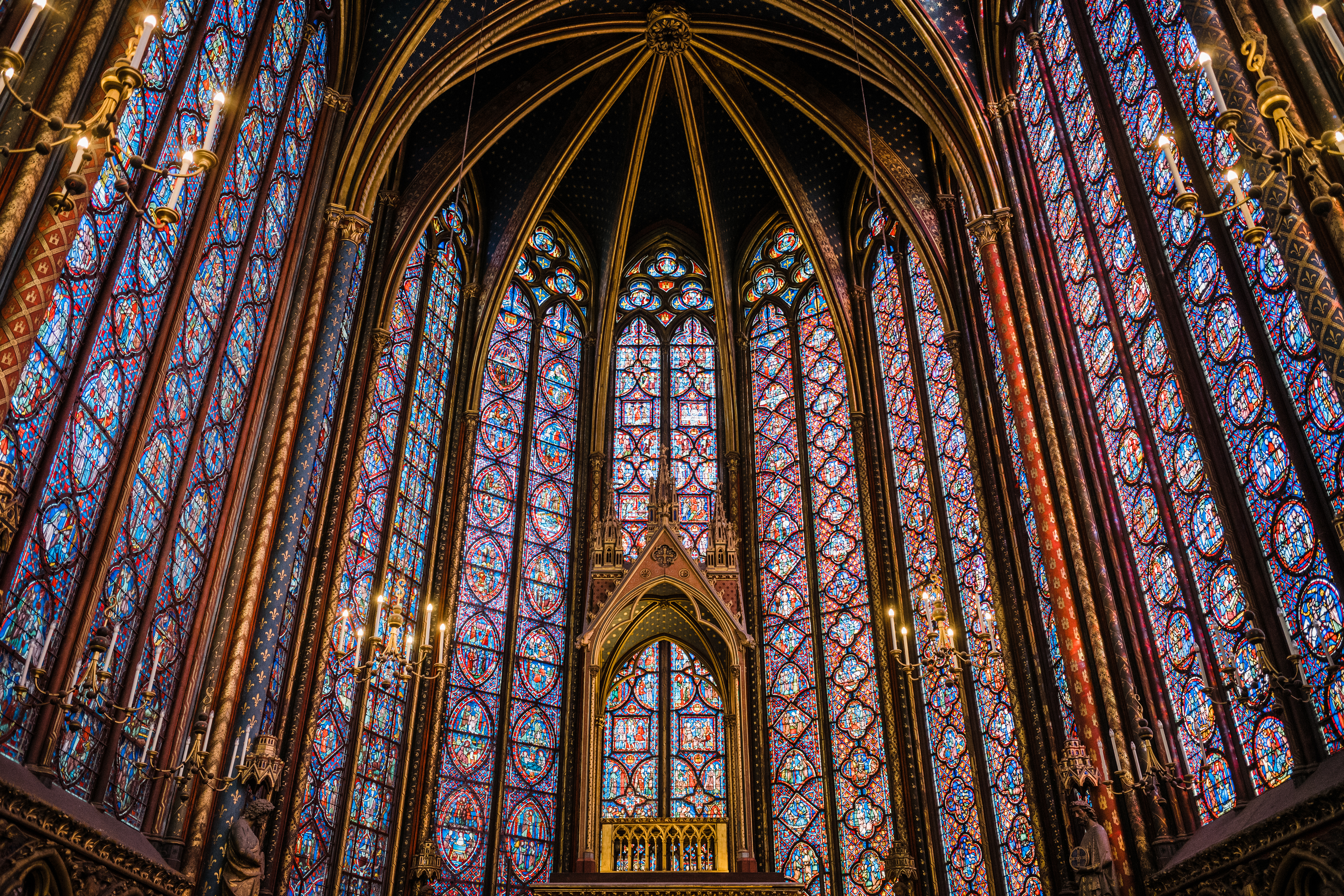
L'interno della Sainte-Chapelle a Parigi (1194-1248)

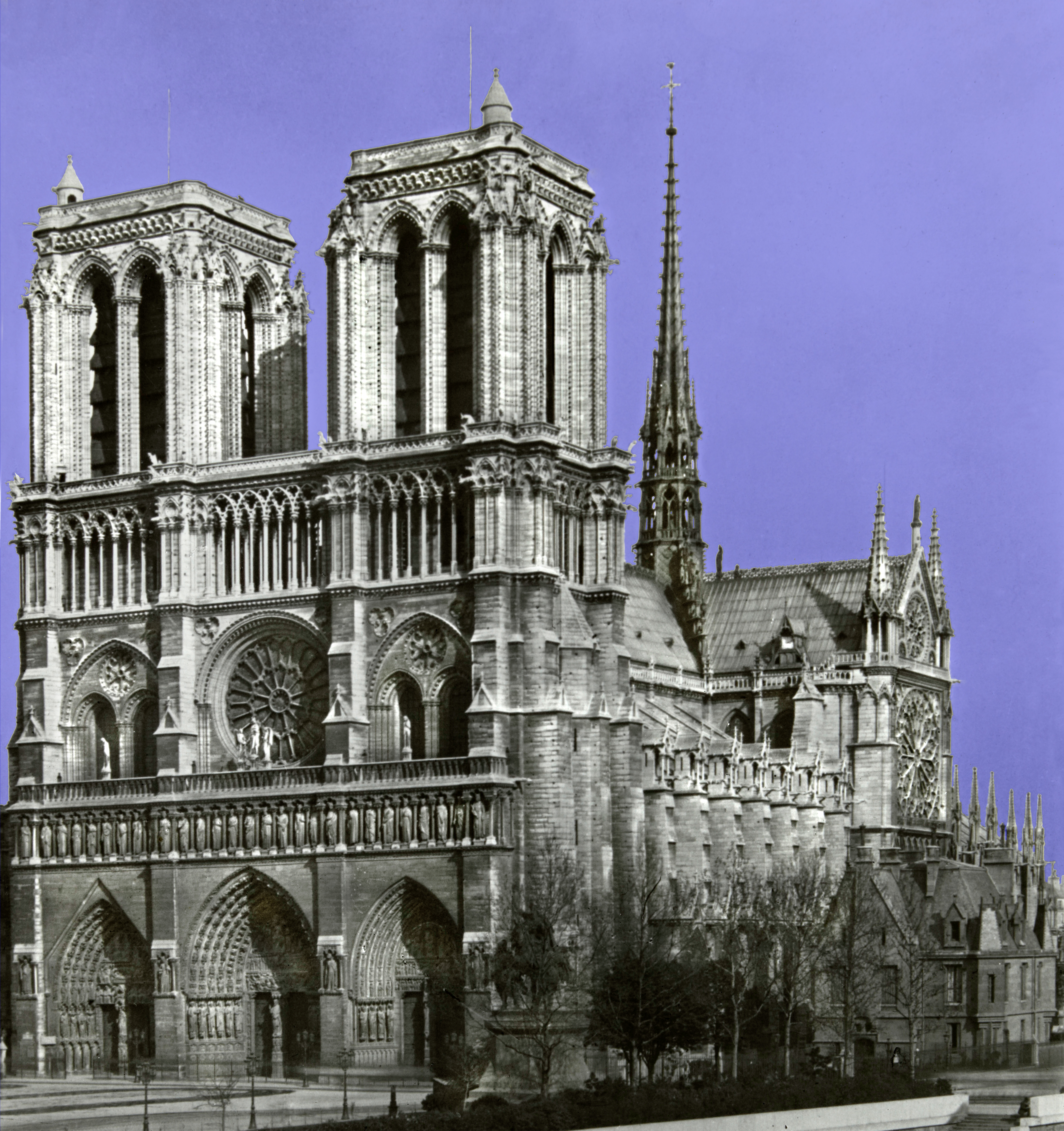
Facciata, campanili, guglie della cattedrale di Notre-Dame a Parigi

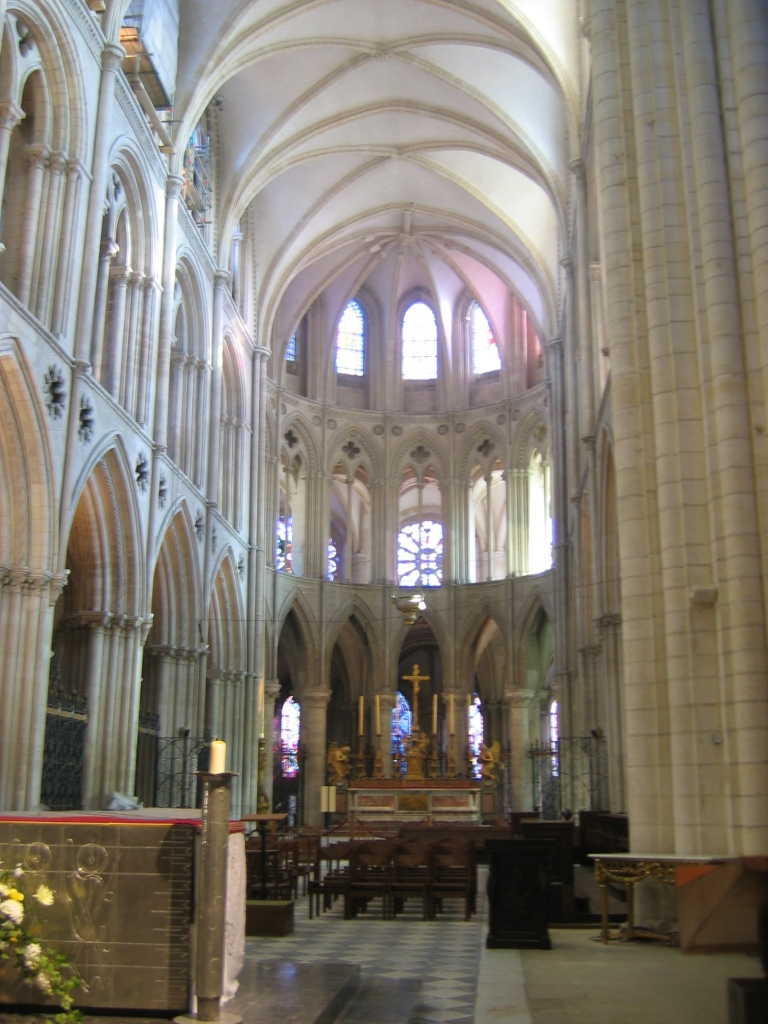
Interno di Saint-Etienne a Caen

Il gotico è uno stile artistico e architettonico che nasce, da un punto di vista geografico, nella regione intorno a Parigi per poi diffondersi in tutta l'Europa diventando caratteristico dei secoli  XIII-XV (secoli di maggiore diffusione della peste nera in Europa), per poi lasciare il suo posto alla lingua architettonica di ispirazione classica, recuperato nell'arte toscana del Rinascimento italiano (a partire dalla metà del XV secolo) e da qui irradiatosi nel resto d'Italia e del continente (fine XV secolo).
Il gotico fu un fenomeno di portata europea dalle caratteristiche molto complesse e variegate, che interessò tutti i settori della produzione artistica, portando grandi sviluppi anche nelle cosiddette arti minori: oreficeria, miniatura, intaglio di avorio, vetrate, tessuti, ecc.
La nascita ufficiale dello stile viene identificata, in architettura, con la costruzione del coro dell'abbazia di Saint-Denis a Parigi, consacrata nel 1144. Dall'Île-de-France le novità si diffusero con modi e tempi diversi in Inghilterra, Germania, Spagna, Italia, Austria, Boemia, Ungheria, Scandinavia, Polonia, Transilvania, Moldavia, diversificandosi ed adattandosi ad un grande numero di committenze e scopi diversi.
Per esempio in Spagna e in Inghilterra il gotico segna la nascita delle monarchie nazionali, mentre in altre zone è espressione dei poteri feudali, o ancora dei liberi comuni dominati dalla nuova ricca borghesia urbana. In epoca gotica vi fu uno stretto rapporto tra arte e fede cristiana, ma fu anche il periodo nel quale rinacque l'arte laica e profana. Se in alcuni ambiti si cercarono espressivi effetti antinaturalistici, in altre (come nella rinata scultura) si assistette al recupero dello studio del corpo umano e degli altri elementi quotidiani.

## Storia del termine
A causa della sua provenienza francese, in età medievale l'architettura gotica era chiamata Opus Francigenum. A Venezia, invece, venne conosciuta come modo di costruire "alla tedesca". Il termine "gotico", propriamente "dei Goti", antico popolo germanico, venne usato per la prima volta per indicare questo stile artistico e architettonico da Giorgio Vasari nel XVI secolo come sinonimo di nordico, barbarico, capriccioso, contrapposto alla ripresa del linguaggio classico greco-romano del Rinascimento e non ha niente a che fare con la popolazione germanica dei Goti, che si era ormai estinta in area europea occidentale da almeno cinque o sei secoli.
La perdita della connotazione negativa del termine risale alla seconda metà del Settecento, quando, prima in Inghilterra e in Germania, si ebbe una rivalutazione di questo periodo della storia dell'arte, che si tradusse anche in un vero e proprio revival, il neogotico, che attecchì gradualmente anche in Francia, in Italia e in parte dei Paesi anglosassoni.

## Architettura

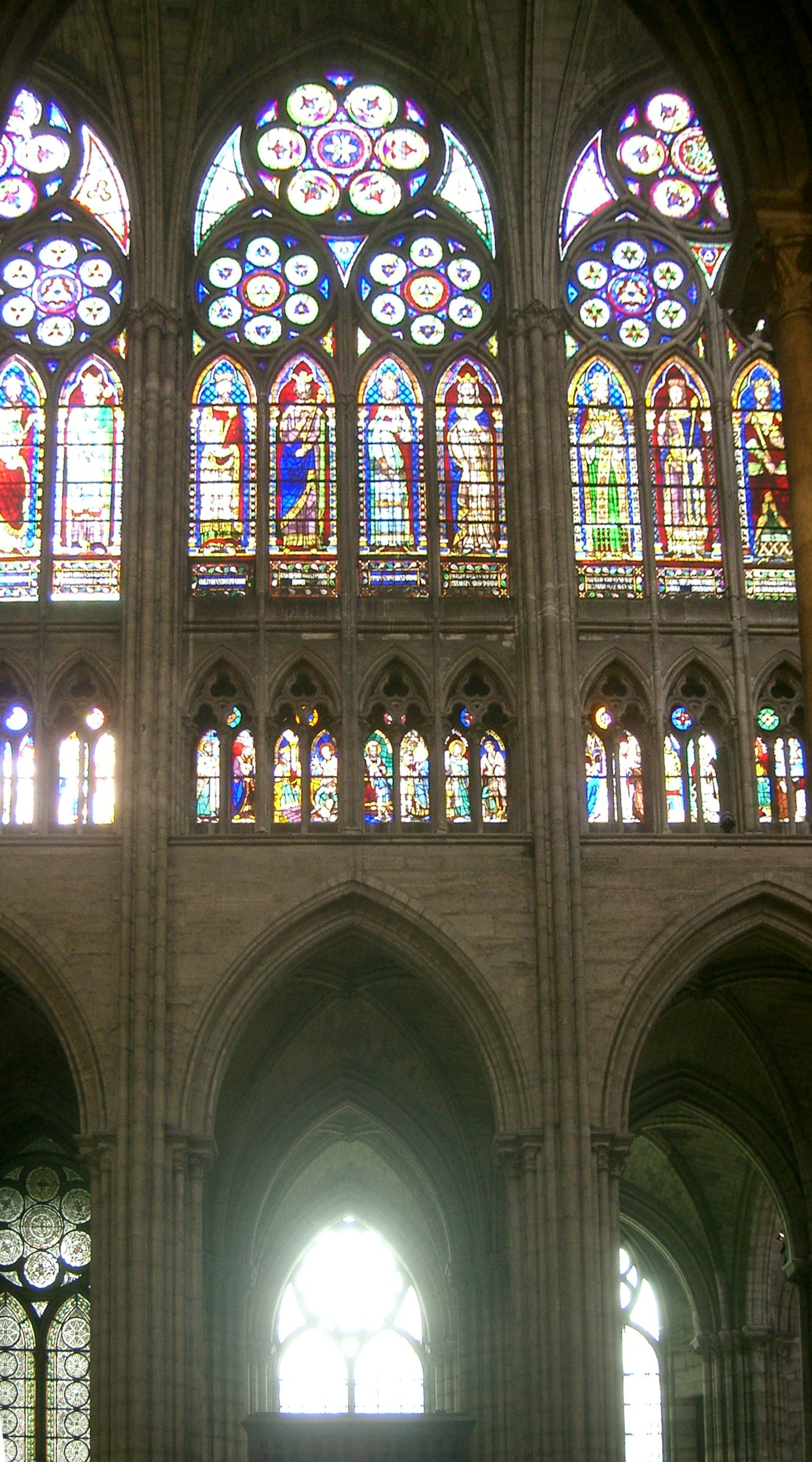
Particolare dello schema costruttivo dell'abbazia di Saint-Denis

La novità più originale dell'architettura gotica è la scomparsa delle spesse masse murarie tipiche del romanico. Il peso della struttura non viene più assorbito dalle pareti, ma distribuito su pilastri e una serie di strutture secondarie poste all'esterno degli edifici. Nacquero così le pareti di luce, coperte da magnifiche vetrate, alle quali corrispondeva all'esterno un complesso reticolo di elementi di scarico delle forze. Gli archi rampanti, i pinnacoli, gli archi di scarico sono tutti elementi strutturali, che contengono e indirizzano al suolo le spinte laterali della copertura, mentre le murature di tamponamento perdono importanza, sostituite dalle vetrate.
La straordinaria capacità degli architetti gotici non si esaurisce nella nuova struttura statica: gli edifici, liberati dal limite delle pareti in muratura, si svilupparono con slancio verticale, arrivando a toccare altezze ai limiti delle possibilità della statica.
In Inghilterra si ebbe un ulteriore sviluppo della volta a crociera con la volta a sei spicchi e poi a raggiera o a ventaglio: soluzioni che permettevano una distribuzione del peso ancora migliore. La cattedrale gotica fu concepita come una metafora del Paradiso, perciò spesso al suo ingresso fu scolpito il Giudizio Universale.
L'architettura gotica continentale viene suddivisa in diverse fasi:
- Protogotico;
- Gotico classico;
- Gotico radiante;
- Tardo gotico.

Esistono inoltre diverse varietà nazionali e anche regionali dell'architettura gotica:
- Gotico francese;
- Gotico brabantino;
- Gotico inglese;
- Gotico italiano;
- Gotico tedesco e in Europa centrale;
- Gotico spagnolo e portoghese;
- Gotico baltico (architettura in mattoni dell'Europa settentrionale).

Ognuna di queste varietà presenta caratteristiche particolari e con fasi proprie talvolta ben distinte (ad esempio il gotico inglese), sebbene sia possibile identificare gli influssi reciproci delle varie componenti regionali. Fra tutte queste varietà la più antica è quella francese, che ha fatto da modello per le rielaborazioni, spesso estremamente originali, degli altri Paesi europei. Il gotico non si confinò alle sole cattedrali ed edifici religiosi ma anche ad edifici residenziali e civili, per cui nel periodo gotico si parla anche di gotico civile.

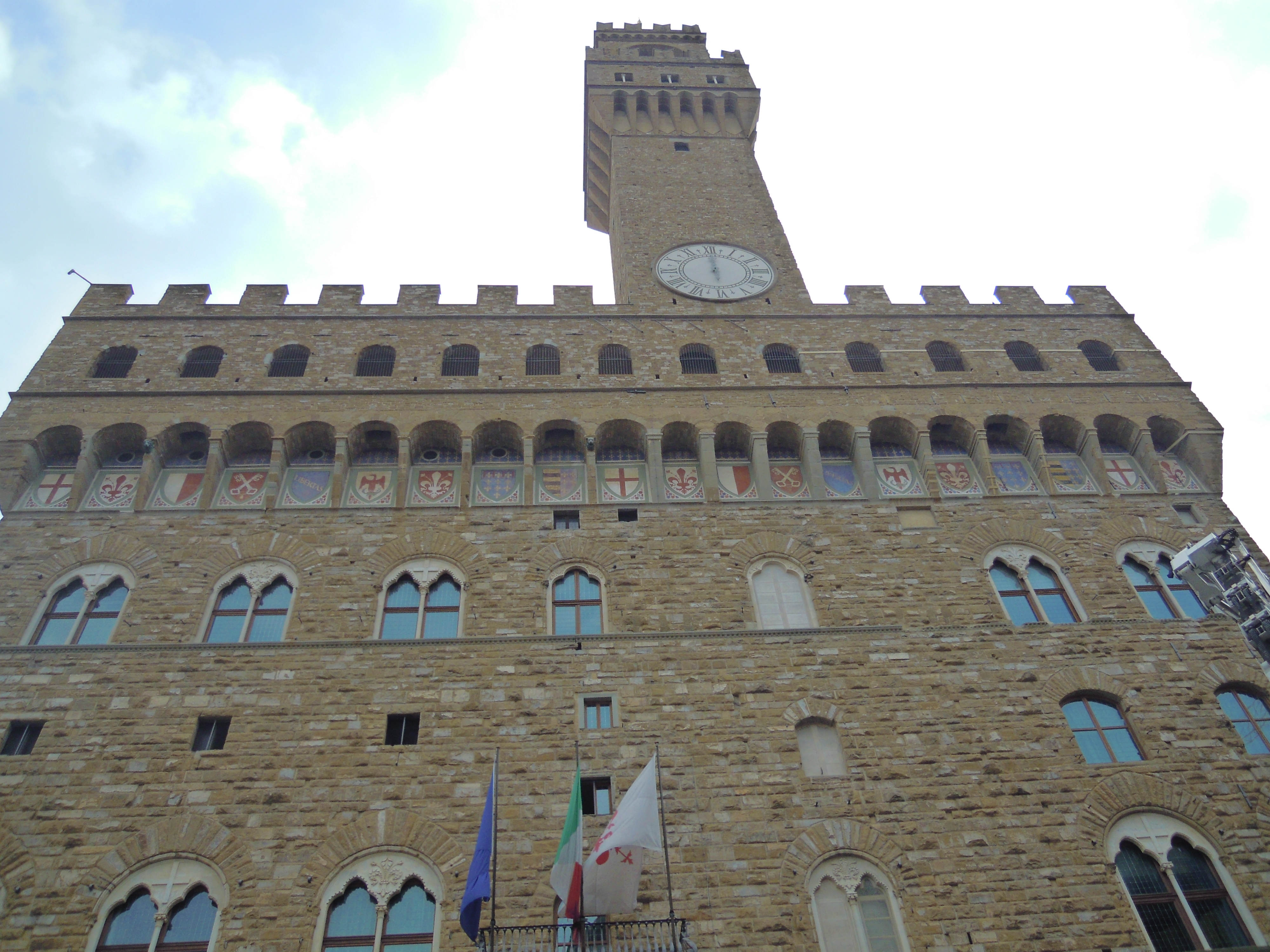
Palazzo Vecchio, Firenze
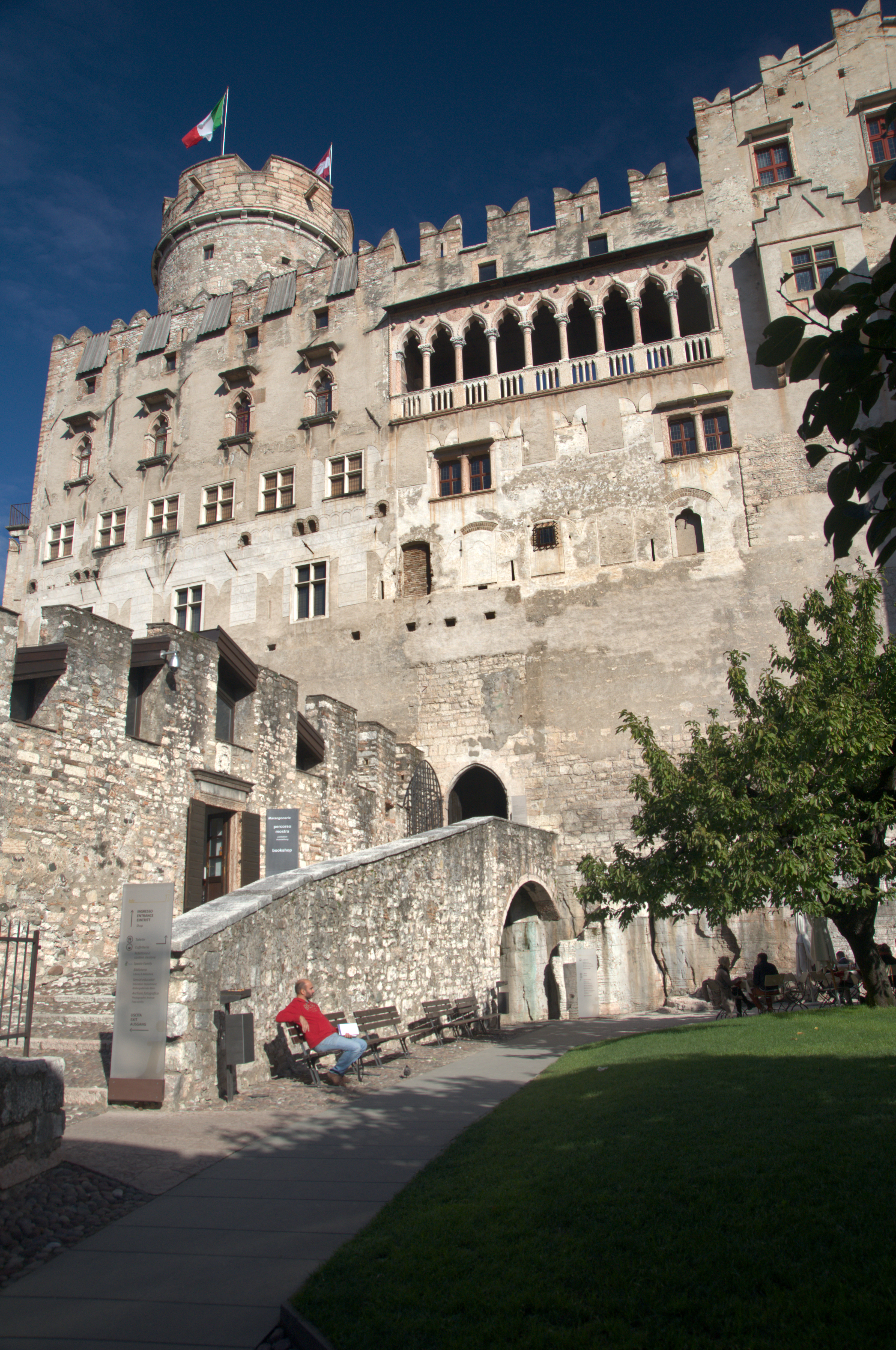
Trento Castello del Buonconsiglio, ala gotico XIII-XV secolo
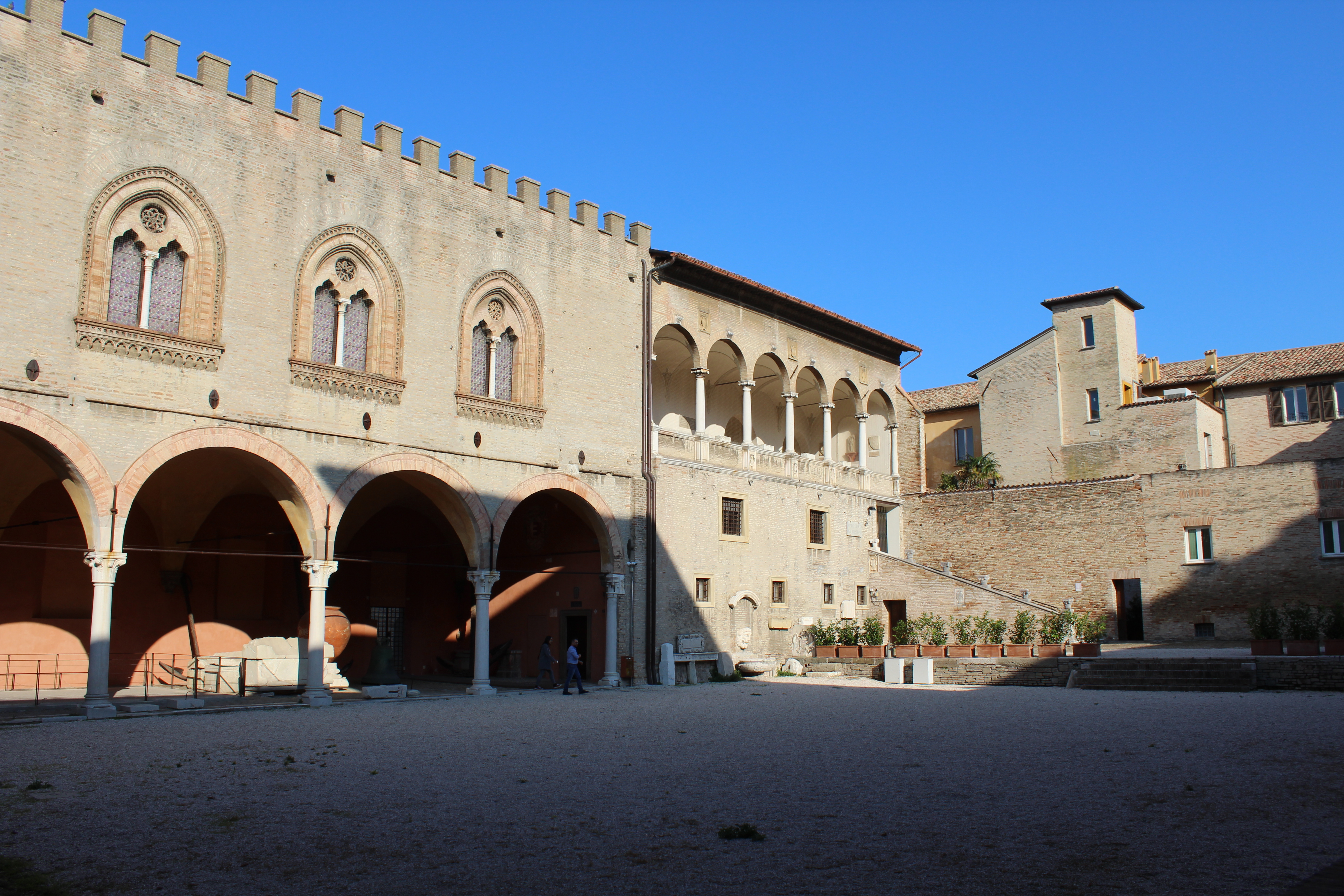
Corte Malatestiana
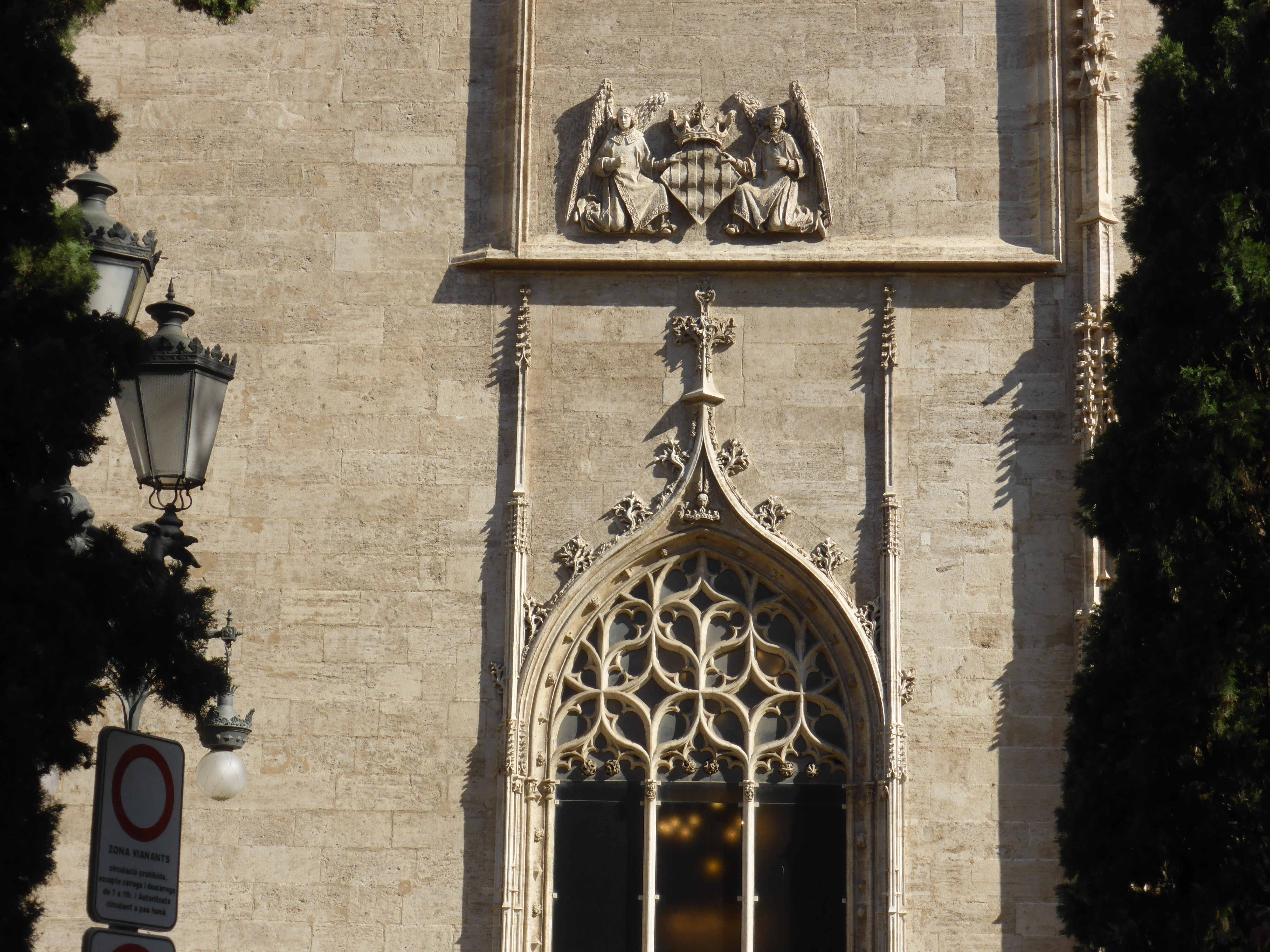
Entrata della "Lonja de la Seda" a Valencia
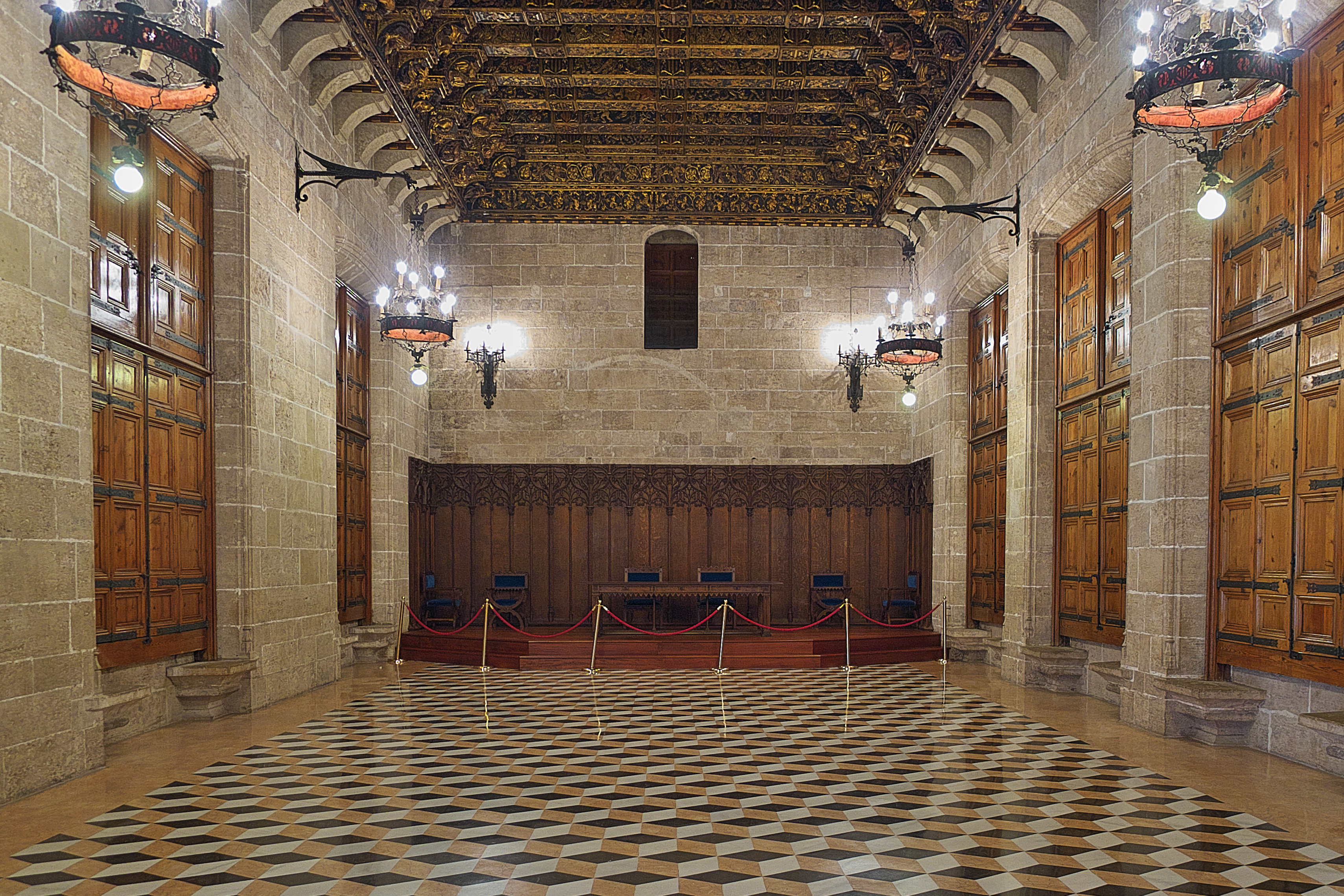
Loggia dei mercanti di Valencia, XIV-XVI secolo
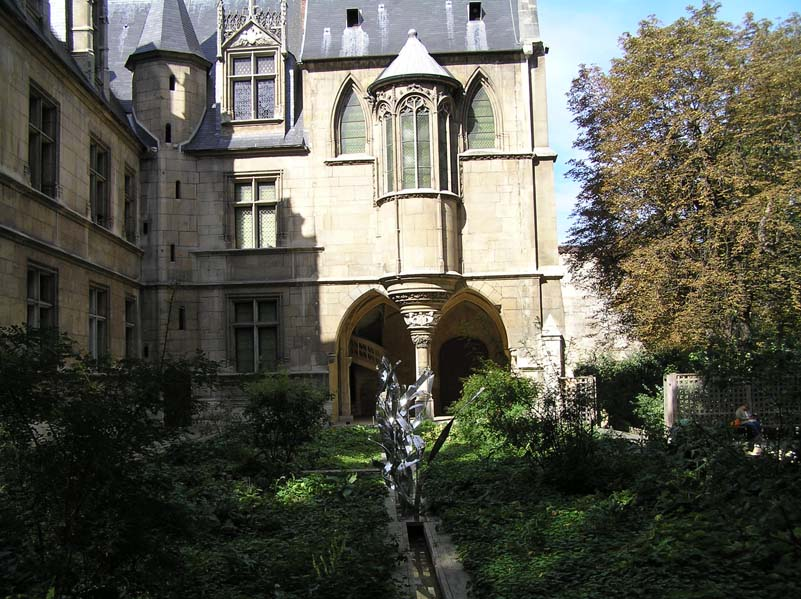
Hotel de Cluny, XV secolo Francia
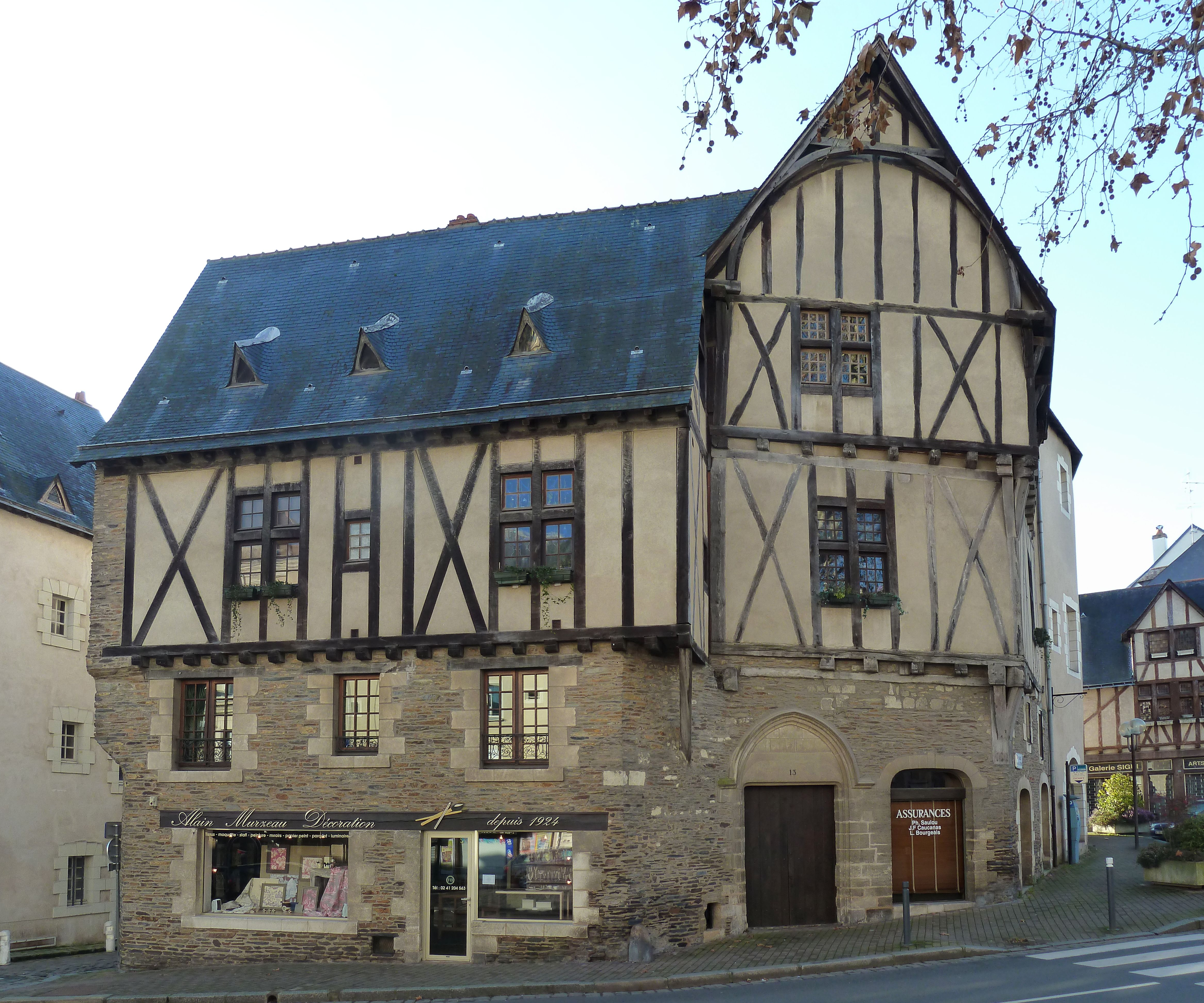
Hôtel Sabart - Angers, XIV-XV secolo
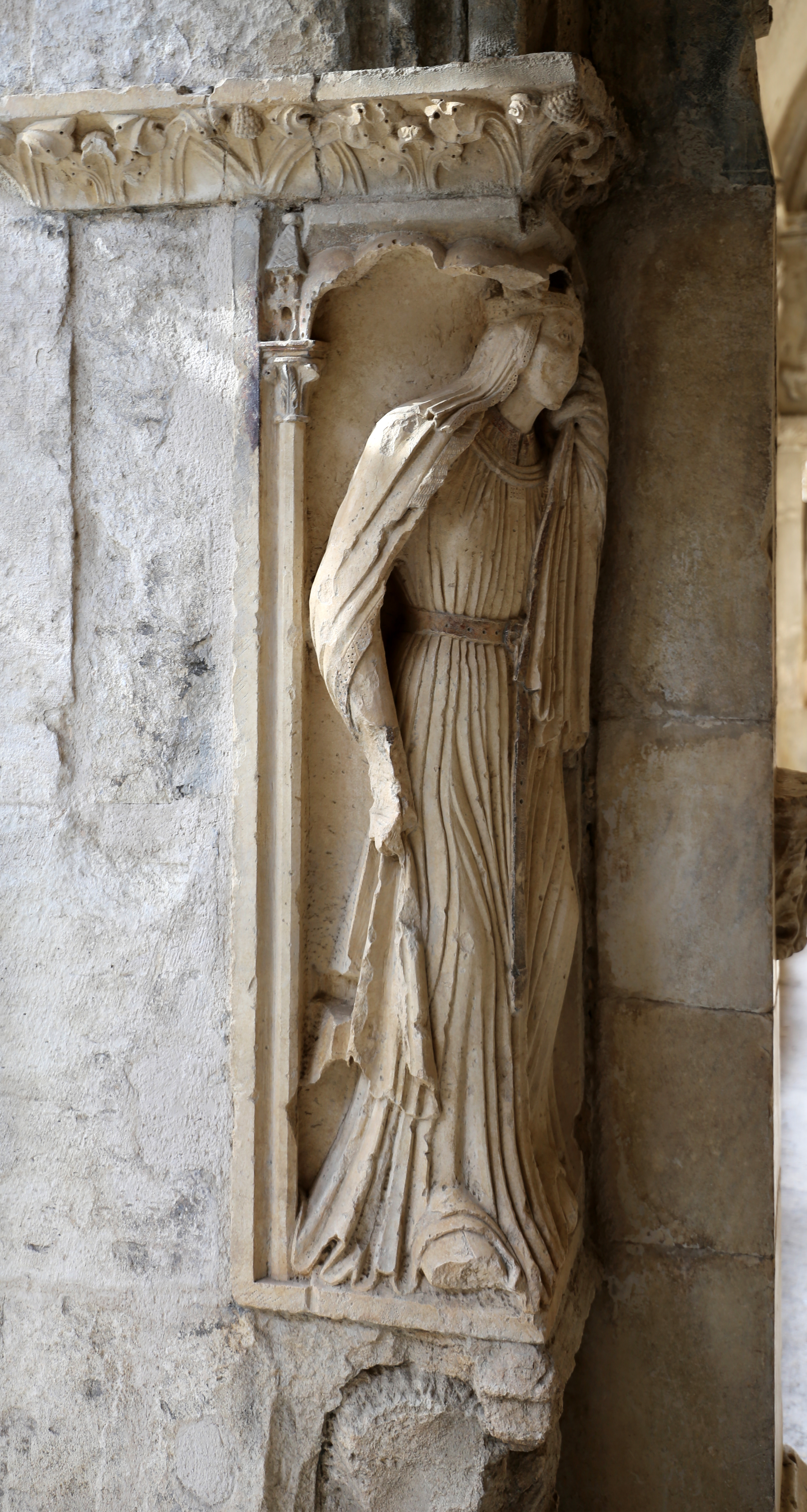
Arles, Saint-Trophime, chiostro gotico, dettaglio di nobildonna

### Architettura tardo gotica

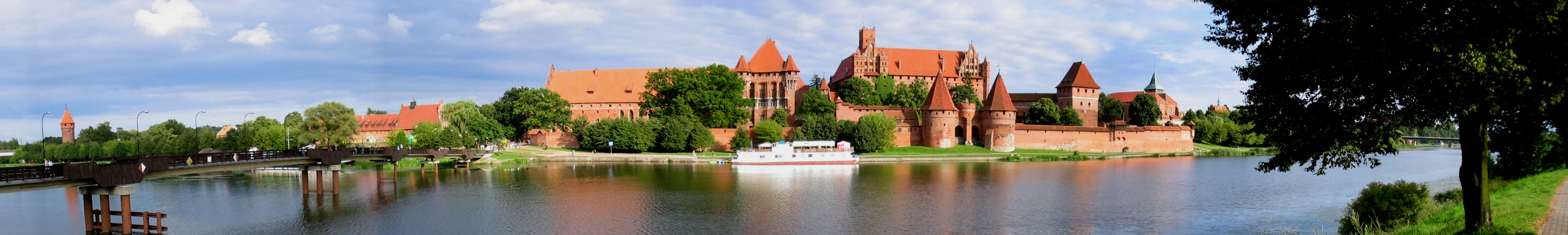
Malbork in Polonia

Nel Trecento e Quattrocento, il gotico si sviluppò in direzioni nuove rispetto alle forme dei due secoli precedenti.
L'edificio dei secoli XIV e XV era caratterizzato da una navata centrale di notevole altezza e dalle due navate laterali molto più basse. Ciò comportava che la luce fosse concentrata soprattutto in alto, a livello del cleristorio.
Nel tardo gotico invece la disposizione interna più comune segue il modello della chiesa a sala, cioè con le navate laterali di uguale altezza rispetto a quella centrale. Ciò fece sì che la luce non provenisse più dall'alto, ma dalle pareti laterali, illuminando in modo omogeneo tutto l'ambiente. Anche la direzionalità tradizionale venne modificata, venendosi a perdere la forte connotazione per assi precedente, in favore di una spazialità policentrica. Questa nuova visione dello spazio è stata anche messa in relazione con la religiosità più terrena e mondana del XV secolo.
La geografia di questa nuova sensibilità presenta una mappa diversa da quella del gotico classico: le regioni più innovative furono la Germania, la Boemia, la Polonia, l'Inghilterra e la zona alpina.

## Scultura

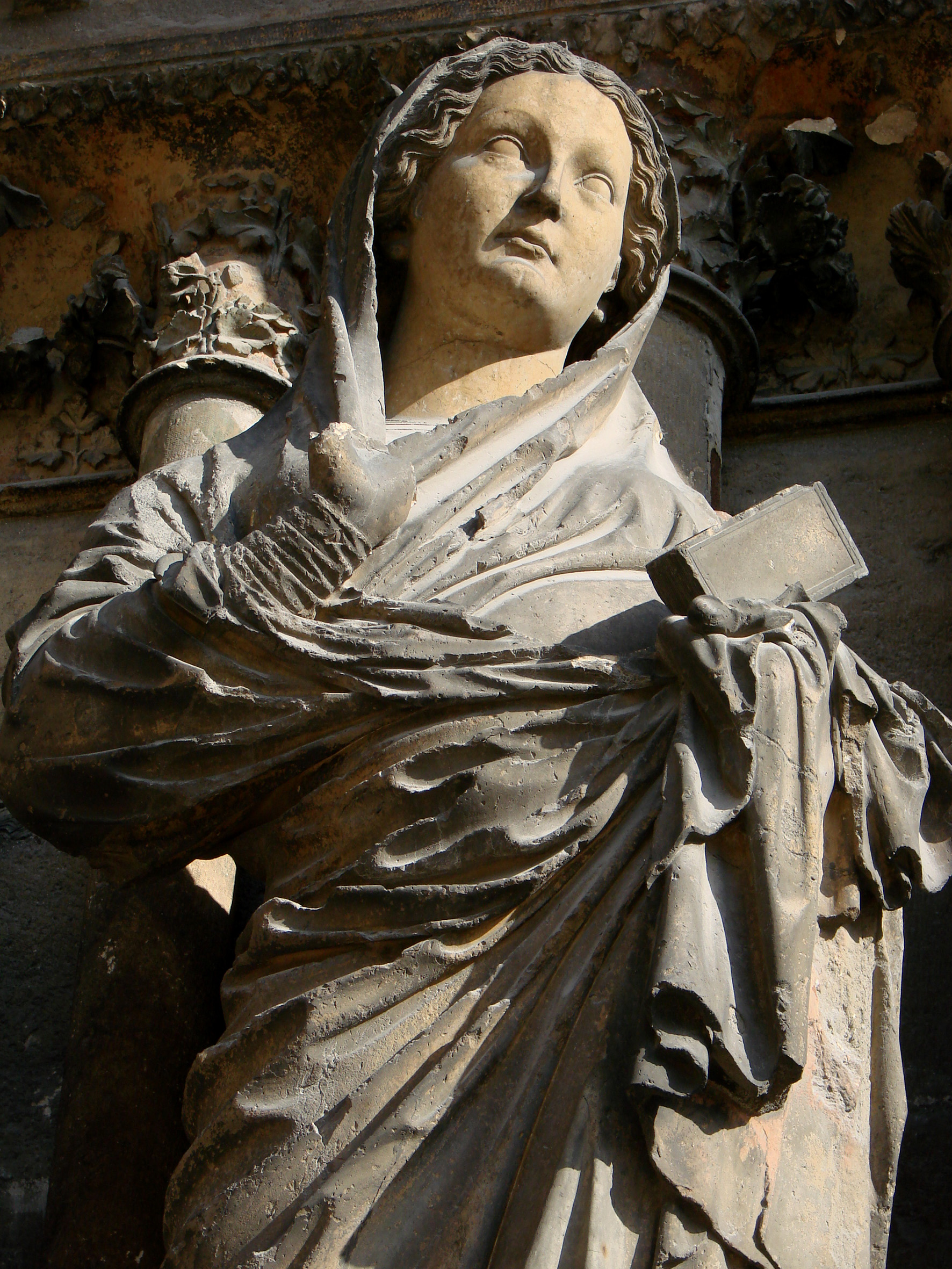
Dettaglio della Visitazione nel portale della cattedrale di Reims

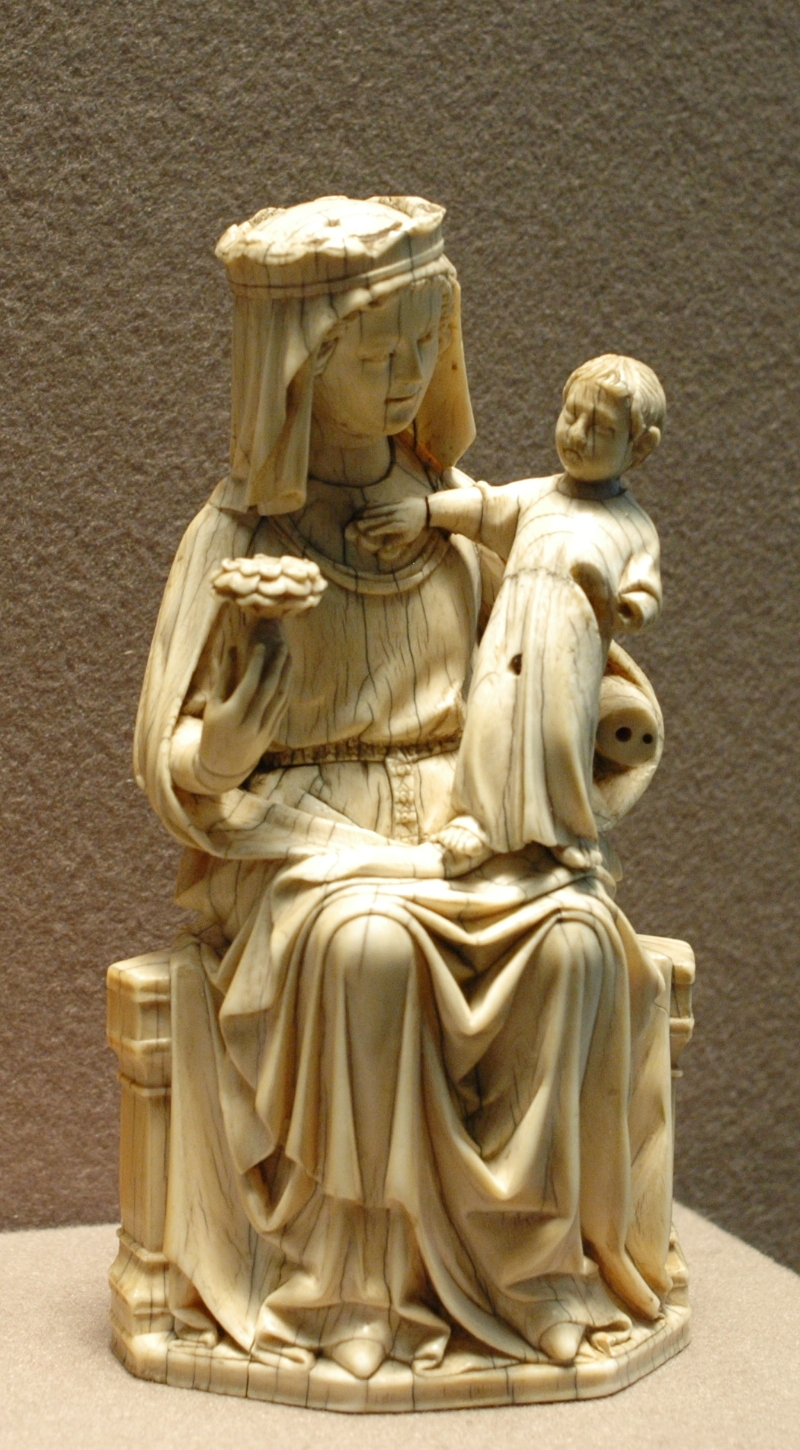
La Vergine e il Bambino (Museo del Louvre, 1250 circa).

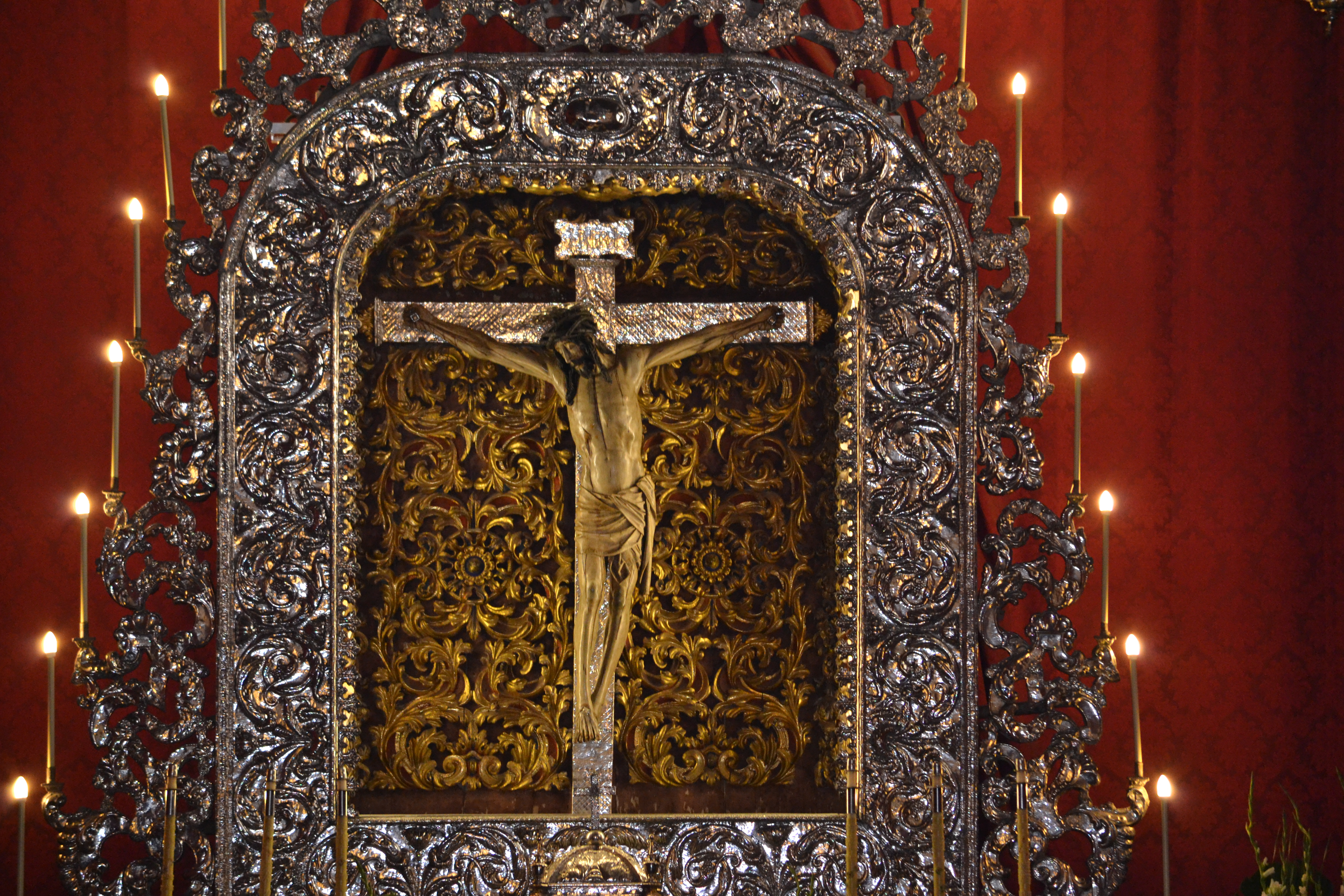
Cristo de La Laguna (Tenerife, Spagna), realizzato nelle Fiandre e datato tra il 1510-1514.

La scultura gotica si mosse a partire dal ruolo che le era stato consegnato durante il periodo romanico, cioè quello di ornare l'architettura e istruire i fedeli creando le cosiddette Bibbie di pietra.
Gradualmente la disposizione delle sculture nella costruzione architettonica divenne più complessa e scenografica. Gli episodi più importanti di scultura furono, come in età romanica, i portali delle cattedrali, dove vengono rappresentati solitamente i personaggi dell'Antico Testamento e del Nuovo Testamento.
Un fondamentale passaggio è il fatto che nel periodo gotico le sculture iniziano a non essere più inglobate integralmente nello spazio architettonico (lo stipite di un portale o un capitello...), ma iniziano ad affrancarsi venendo semplicemente addossate ai vari elementi portanti. Comparvero così le prime statue a tutto tondo, anche se non era ancora concepibile una fruizione delle medesime indipendente e isolata. Può darsi che fosse ancora latente il retaggio della lotta al paganesimo, che venerava statue a tutto tondo come divinità, comunque fino al Rinascimento italiano, le statue furono sempre collocate a ridosso di pareti, entro nicchie, sotto gli architravi o come cariatidi e telamoni.
Da un punto di vista stilistico, i tratti innovativi della scultura gotica sono meno evidenti rispetto a quelli introdotti in architettura, ma non meno ricchi di conseguenze sugli sviluppi successivi della storia dell'arte. Se da una parte la figura si slancia notevolmente in lunghezza e il modellato vive di giochi totalmente nuovi come i virtuosistici e talvolta improbabili panneggi, dall'altro si tornò a rappresentazioni plausibili del movimento corporeo, delle espressioni facciali, delle fisionomie individuali, con un'attenzione dell'artista al naturalismo mai conosciuta in epoche precedenti, che negli esempi migliori (come nel portale della Cattedrale di Reims, del 1250 circa, o nelle opere di Nicola Pisano) arriva ad essere accostabile alla ritrattistica romana. Ciò è tanto più importante poiché precede di alcuni decenni gli stessi raggiungimenti in campo pittorico.
Rispetto al classicismo comunque va rilevata una diversa inquietudine espressiva, una certa spigolosità delle forme e dei panneggi, un uso irrequieto degli effetti chiaroscurali.
La scultura francese raggiunse il suo apogeo tra il 1150 e il 1250, per poi orientarsi verso raffigurazioni più lineari, astratte ed aristocratiche. I fermenti classici risvegliati dagli artisti d'oltralpe nel frattempo però attecchirono in Italia, dove proprio a partire dalla seconda metà del XIII secolo nascono importanti scuole scultoree in Emilia, in Puglia e in particolare in Toscana. Qui infatti si sviluppò prevalentemente l'opera di Nicola Pisano, del figlio Giovanni Pisano e dell'allievo Arnolfo di Cambio, che raggiunsero altissimi livelli di resa formale e drammatica nella narrazione dispiegata in opere come i pulpiti scolpiti del Duomo di Siena e di Sant'Andrea a Pistoia.
La prodigiosa fioritura figurativa dell'arte del Duecento e del Trecento trova riscontro nelle correnti di pensiero (teologia e filosofia della Scolastica) e, più in generale, nella cultura del tempo. «L'ampiezza, la complessità e la coerenza interna dei grandi cicli decorativi scolpiti e affrescati appare in rapporto con la sistematizzazione del pensiero religioso, attuata dalla filosofia scolastica; e gli aspetti allegorici e simbolici hanno un corrispettivo nelle elaborate costruzioni enciclopediche della letteratura (valga per tutte l'esempio della Divina Commedia dantesca). L'attenzione alla natura, riscoperta nella realtà dei suoi aspetti e delle sue forme (dalle arti figurative e dalla lirica del Duecento e del Trecento), l'umanizzazione dei personaggi delle storie sacre, la ricerca di espressione e di interiorità nei volti (il rapporto tra la madre ed il figlio, ad esempio, nell'iconografia della Vergine che sorride al Bambino) sono tutti caratteri riconducibili ad una concezione generale che tende a conciliare il mondo fisico, terreno con il divino e il trascendente.
Alla visione di un'umanità oppressa da un destino di fatica e di espiazione del peccato in un mondo ostile (arte romanica) si sostituisce quella di una fiducia nelle possibilità dell'uomo di conoscere la realtà e agire nel mondo, sempre in vista del raggiungimento di Dio». La conciliazione del mondo fisico con il trascendente è attuata nell'aristotelismo cristiano, il pensiero filosofico-teologico di Alberto Magno e del suo degno discepolo, Tommaso d'Aquino.
Nella scultura gotica troviamo rappresentazioni non solo di personaggi ed episodi della Bibbia ma anche dei Mesi e delle Stagioni, dei Mestieri (lavori agricoli e artigianali), dei segni dello Zodiaco. Va altresì ricordato che nella letteratura medievale sono presenti molte figure mitologiche ed animali che sono allegorie di peccati, vizi e virtù (si pensi alla Commedia di Dante). Troviamo così anche nell'arte le rappresentazioni delle virtù cardinali (sapienza, giustizia, fortezza, temperanza) e virtù teologali (fede, speranza, carità), ma anche delle sette Arti liberali cioè le arti del Trivio (grammatica, dialettica, retorica) e le arti del Quadrivio (aritmetica, geometria, astronomia, musica). Sono altresì presenti figure fantastiche spesso da interpretarsi allegoricamente. Le fonti di queste fantastiche sculture sono molteplici: la mitologia greca e romana, il Physiologus (trattato di storia naturale moralizzata composto ad Alessandria d'Egitto alla fine del II secolo), i bestiari occidentali e quelli di origine orientale, il viluppo animalesco dell'arte dei barbari Germani (per esempio dei Longobardi) che a sua volta riprende i motivi dell'arte dei popoli delle steppe (Sciti).
Molto frequenti sono le figure mostruose e fantastiche derivate dalla fusione di teste e membra umane e animali: sono i grilli e le drôleries derivati dalla glittica greca e romana nonché dalla libera reinterpretazione di motivi dell'arte islamica, indiana e cinese (ad esempio i diavoli con ali di pipistrello e creste di drago sono derivati dai draghi cinesi). Spesso appare l'immagine del pavone che è simbolo di immortalità. In base alla credenza secondo la quale il pavone perde ogni anno in autunno le penne che rinascono in primavera, l'animale è diventato simbolo della rinascita spirituale e quindi della resurrezione; inoltre i suoi mille occhi sono stati considerati emblema dell'onniscienza di Dio e le sue carni erano ritenute incorruttibili. Il gallo invece, che canta all'alba al sorgere del sole, è ritenuto simbolo della luce di Cristo. Frequenti sono anche i leoni stilofori.

## Pittura

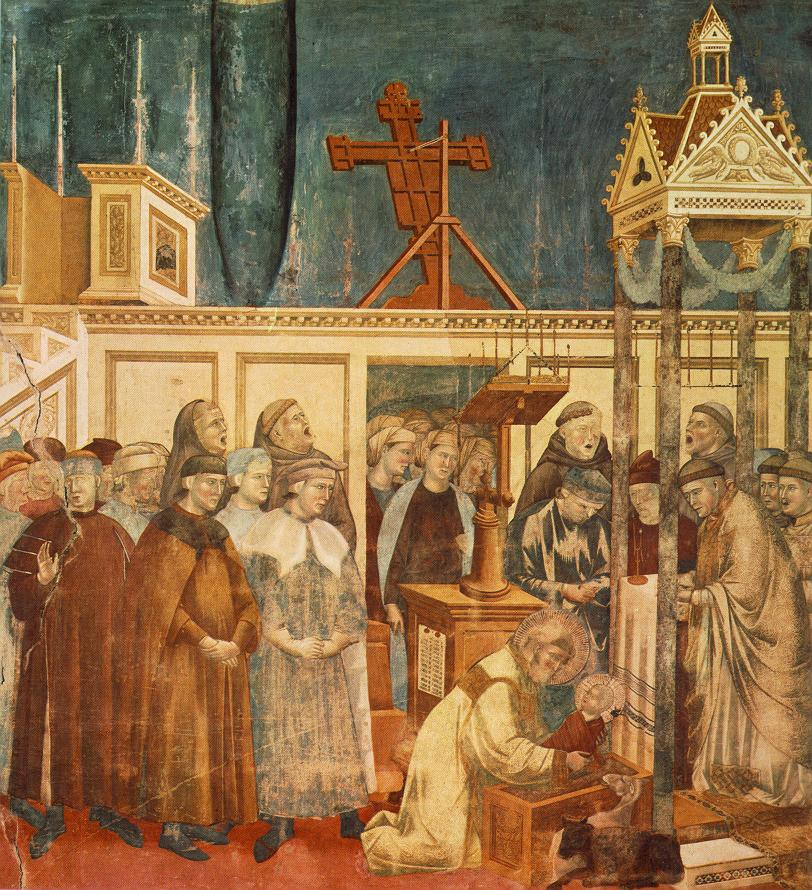
Il Presepe di Greccio, Storie di San Francesco nella basilica superiore di Assisi, attribuite a Giotto, 230x270 cm, 1290-1295 circa.

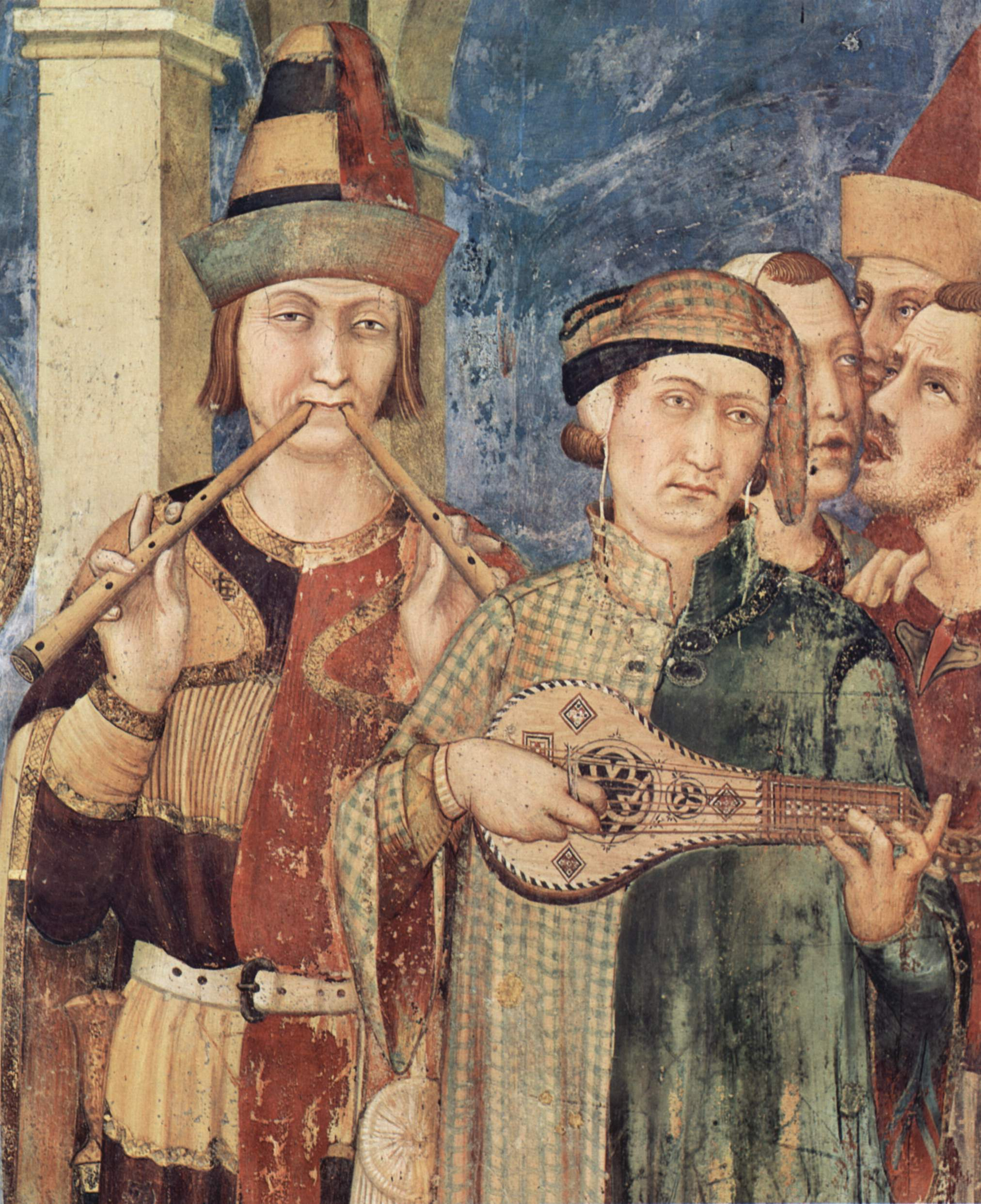
Simone Martini, Investitura di San Martino (dettaglio dei musici), affresco (1317 circa), basilica inferiore di Assisi.

La pittura nel periodo gotico subì uno scarto temporale notevole rispetto alle altre arti arrivando a un rinnovamento con un ritardo di tre-quattro decenni, grazie alla scuola italiana (in particolare toscana e forse romana). Solo nella seconda metà del XIII secolo, bruciando velocemente le tappe, la pittura arrivò a rinnovarsi pienamente, grazie all'opera di Giotto.
I motivi di questo ritardo furono probabilmente legati ai modelli diversi che pittura e scultura ebbero: in epoca romanica la scultura si era già rinnovata, riscoprendo in alcuni casi le opere della classicità ancora esistenti, mentre per la pittura il modello principale di riferimento era comunque la scuola bizantina. Con la conquista di Costantinopoli durante la quarta crociata (1204) e con la formazione dei Regni latini d'Oriente, il flusso di opere pittoriche e mosaicistiche bizantine si era addirittura infittito.
Nella seconda metà del Duecento, all'epoca di Nicola Pisano, lo scollamento tra vivacità narrativa, resa naturalistica e forza espressiva tra scultura e pittura giunse al culmine, con i pittori disarmati di fronte alle straordinarie novità introdotte dagli scultori. Nel giro di due generazioni però i pittori seppero bruciare le tappe, rinnovando modelli e linguaggio, fino a arrivare anche nelle arti pittoriche a recuperare spazialità, vivacità narrativa, figure credibili e ambientazioni architettoniche o paesistiche verosimili. La pittura fu anche avvantaggiata nel rinnovo dall'avere una committenza più ampia, per via dei costi decisamente più economici.
Dal romanico la pittura, specialmente in Italia centrale, aveva ereditato la diffusione delle tavole dipinte, appoggiate dagli ordini mendicanti per la loro pratica trasportabilità. I principali soggetti non erano molti:
- Crocifissi sagomati, speso appesi al termine delle navate delle chiese per suscitare la commozione dei fedeli;
- Madonne col Bambino, simboli dell'Ecclesia e simbolo di un rapporto madre/figlio che umanizza la religione;
- Raffigurazioni di santi, tra i quali spiccano le nuove iconografie legate alla figura di san Francesco d'Assisi.

Tra i maestri del Duecento italiano ci furono Berlinghiero Berlinghieri e Margaritone d'Arezzo, entrambi ancora pienamente bizantini, ma che iniziano a mostrare alcuni caratteri tipicamente occidentali. In seguito Giunta Pisano arrivò al limite delle possibilità dell'arte bizantina, sfiorando la creazione di uno stile tipicamente "italiano". Questo limite venne superato da Cimabue, il primo, secondo anche Giorgio Vasari che si discostò dalla «stupida e poco agile e ordinaria […] maniera greca». Nel cantiere della basilica superiore di Assisi si formò infine un nuovo stile occidentale moderno, con i celebri affreschi attribuiti a Giotto. Studi recenti hanno comunque in parte ridimensionato la portata innovatrice della scuola italiana, mostrando come anche in ambito bizantino la pittura si stesse evolvendo (ad esempio con gli affreschi del monastero di Sopoćani, datati 1265).
Oltre alla scuola giottesca (Taddeo Gaddi, Giottino, il Maestro della Santa Cecilia, Maso di Banco, ecc.) ebbe in seguito grande importanza anche la scuola senese con maestri quali Duccio di Buoninsegna, Pietro e Ambrogio Lorenzetti e Simone Martini. Riscoperta piuttosto recente è anche l'importanza della scuola romana con Pietro Cavallini, Jacopo Torriti e altri. Personalità più indipendenti furono Buonamico Buffalmacco o Vitale da Bologna.

## Vetrate

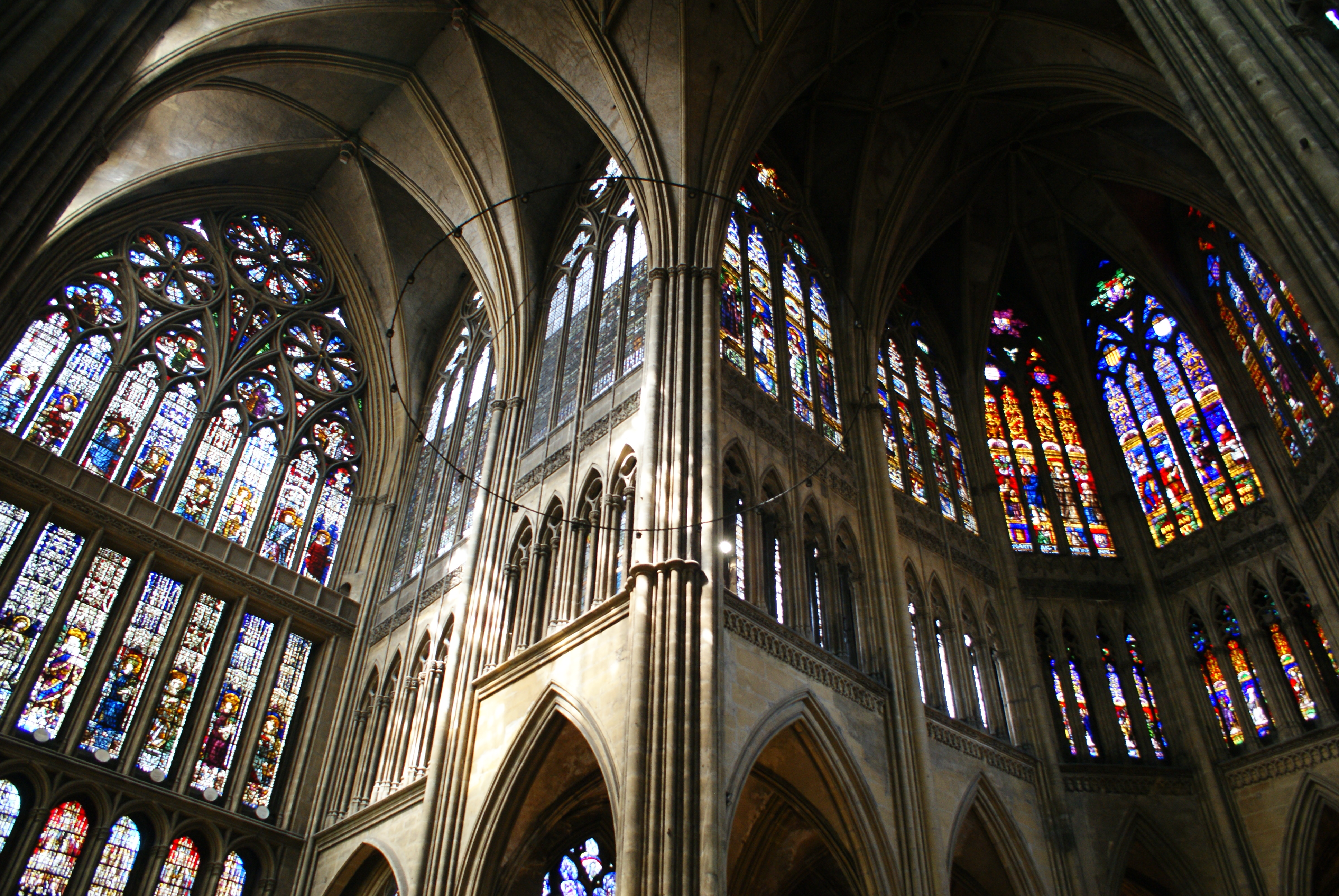
Le preziose vetrate cinquecentesche della cattedrale di Metz in Francia

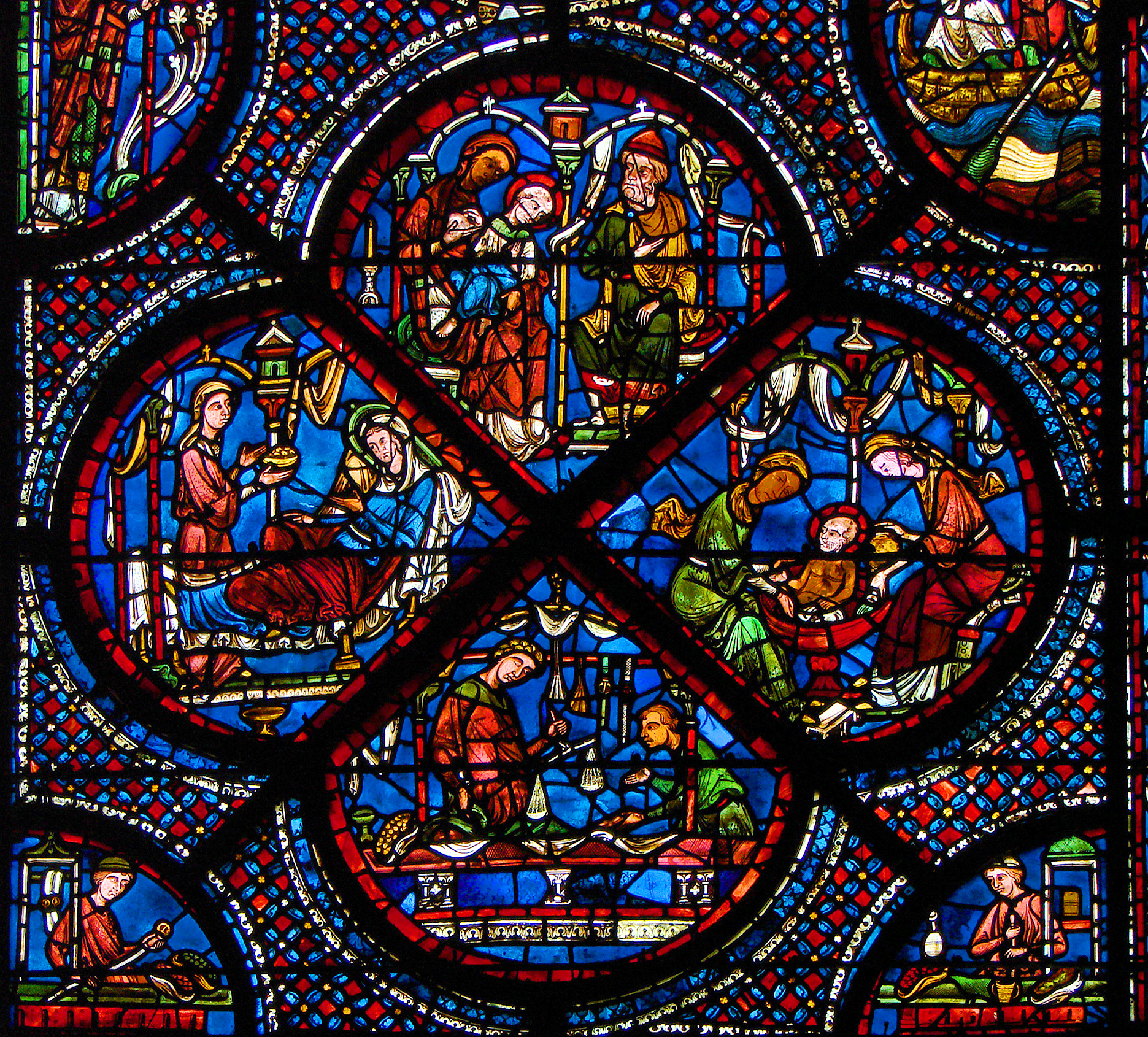
Particolare delle antiche vetrate della cattedrale di Chartres

Lo sviluppo della pittura tra il XII secolo e XIV secolo è condizionato dal rapido affermarsi dei sistemi costruttivi gotici. In gran parte delle nuove cattedrali le superfici vetrate sono ormai preponderanti rispetto a quelle in muratura e la necessità di decorare le pareti diventa quindi sempre più marginale. È per questo motivo che le antiche e consolidate tecniche del mosaico e dell'affresco vanno incontro ad un inevitabile declino. A tale declino fa riscontro il contemporaneo raffinarsi della pittura su vetro e la pittura su tavola, che già in epoca romanica aveva cominciato a svilupparsi con un certo successo. La sua realizzazione non è subordinata ad alcuna esigenza di carattere architettonico e ciò consente agli artisti di esprimersi in assoluta libertà. La pittura su vetro consiste nella realizzazione di vetrate colorate da applicare alle finestre e ai rosoni delle cattedrali. Essa costituisce uno dei prodotti più originali e caratterizzanti di tutta l'arte gotica.
Poiché nel Medioevo non si potevano ottenere lastre di grandi dimensioni, ogni finestra doveva essere composta da più pezzi messi insieme. Per questo motivo si pensò di utilizzare dei vetri colorati uniti tra loro mediante delle cornici formate da listelli di piombo a forma di “H”. Per prima cosa i vetri erano tagliati con delle punte metalliche arroventate seguendo i disegni fatti in precedenza, poi i vari pezzi si incastravano tra le due ali del listello di piombo. Ogni listello era saldato a quello contiguo in modo da ricomporre il disegno previsto dal cartone. Il tutto era infine inserito in un telaio di ferro e murato. Questa tecnica consentiva di ottenere figurazioni di grande effetto.
Per poter dipingere delle figure era necessario disporre di colori che potessero far presa direttamente sul vetro. In Francia fu sperimentata la grisaille (in italiano grisaglia), una sostanza ottenuta da miscuglio di polveri di vetro e di ossidi ferrosi macinati e impastati con acqua e colle animali. L'uso della grisaille era assai semplice: essa era spalmata sui vari pezzi di vetro da decorare e, una volta secca, aveva la particolarità di renderli opachi. Poi mediante uno stilo di legno si graffiava la grisaille, riportando alla luce la trasparenza del vetro sottostante. Per fissare il dipinto era necessario ricuocere i singoli vetri in modo che la grisaille finisse di fondersi e amalgamarsi nella pasta stessa del vetro. Così facendo i contorni tracciati diventavano opachi, mentre le parti graffiate conservavano la trasparenza del vetro colorato.
Il modo di trattare i temi della pittura risente della mutata situazione storica, sociale ed economica. La borghesia cittadina è ormai animata da uno spirito di sempre maggiore concretezza e anche la sua visione del mondo e della vita cambia in modo radicale.
Si assiste a una progressiva attualizzazione delle narrazioni sacre, nelle quali i personaggi delle sacre scritture appaiono vestiti con indumenti del tempo e i luoghi corrispondono a luoghi esistenti.
In Italia, diversamente da Francia, Inghilterra, Germania e Paesi Bassi, l'affresco, e in parte anche il mosaico, continuarono ad avere una vastissima diffusione.
Nella simbologia religiosa la finestra permette il passaggio della luce soprannaturale, metafisica. Le vetrate richiamano, secondo la escatologia cristiana, gli splendori della Gerusalemme celeste dell'Apocalisse. La luce è lo spirito di Dio e la finestra è simbolo di Maria che brilla di luce divina. Spesso il numero delle vetrate ha una valenza simbolico-religiosa: sono a gruppi di tre (la Trinità), di quattro (gli Evangelisti), a spicchi di sette (i sette sacramenti, i sette doni dello Spirito Santo, i sette giorni della Creazione secondo la Genesi).